# Obszar młodoglacjalny
Obszar młodoglacjalny (rzeźba, krajobraz młodoglacjalny) - określenie krajobrazu polodowcowego, w którym formy pozostawione przez lądolód są świeże i czytelne w terenie. Składają się na nie garby i pagórki moreny dennej. Na liniach postoju czoła lądolodu powstały potężne wały moren czołowych. W osadach morenowych znajdowane są olbrzymie głazy narzutowe przywleczone przez lądolód skandynawski.
Typową cechą rzeźby młodoglacjalnej jest oprócz dużego rytmu rzeźby duża liczba jezior moreny dennej i czołowej (tak zwane jeziora morenowe), których misy aktualnie wypełniają się osadami mineralnymi i organicznymi lub oczek polodowcowych. Wzdłuż rynien subglacjalnych wiją się też długie wały ozów.
W Polsce zasięg rzeźby młodoglacjalnej pokrywa się z zasięgiem ostatniego zlodowacenia północnopolskiego (bałtyckiego, vistuliańskiego lub Wisły).